# Golden triangle (universités)

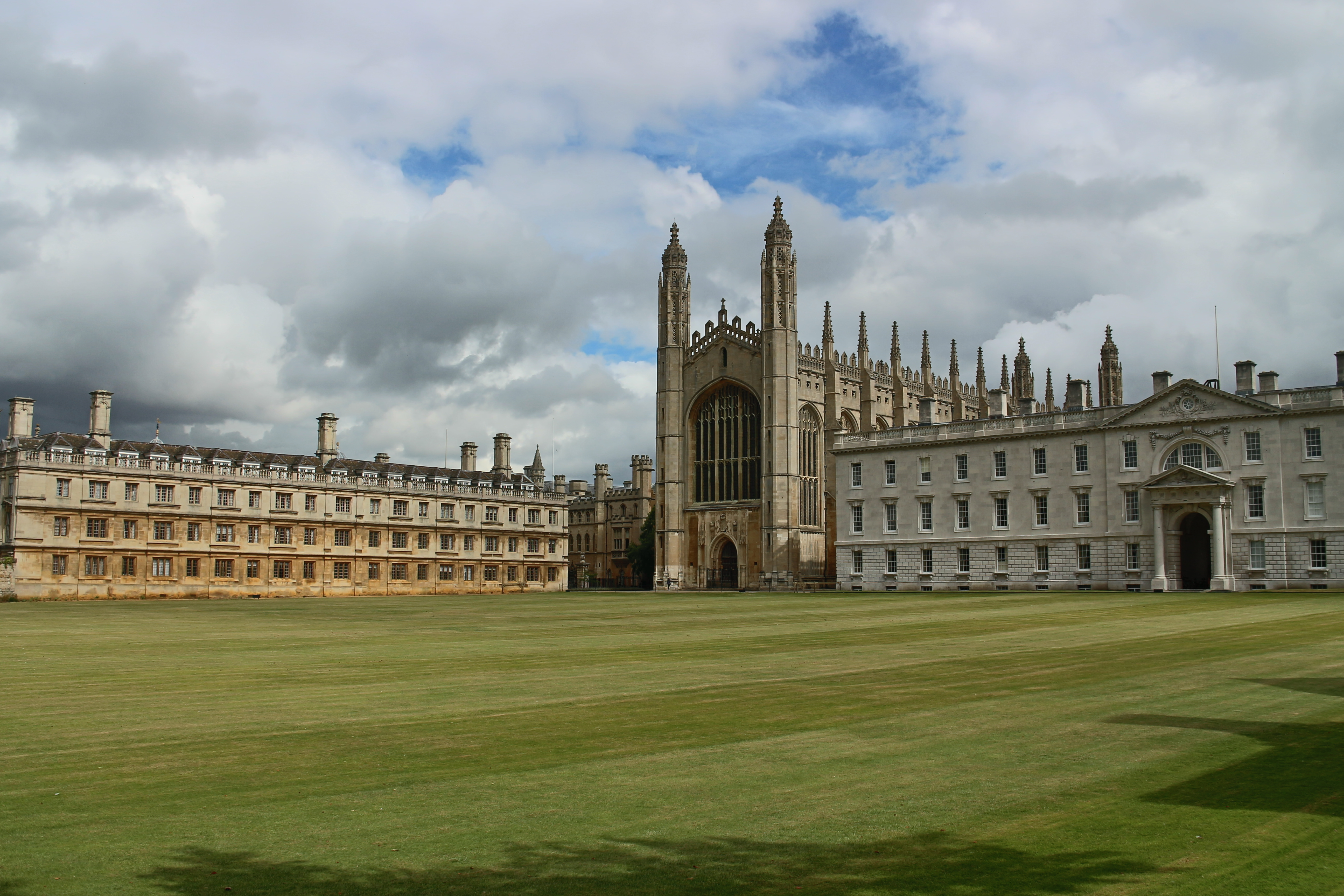
Le college King's de l'université de Cambridge.

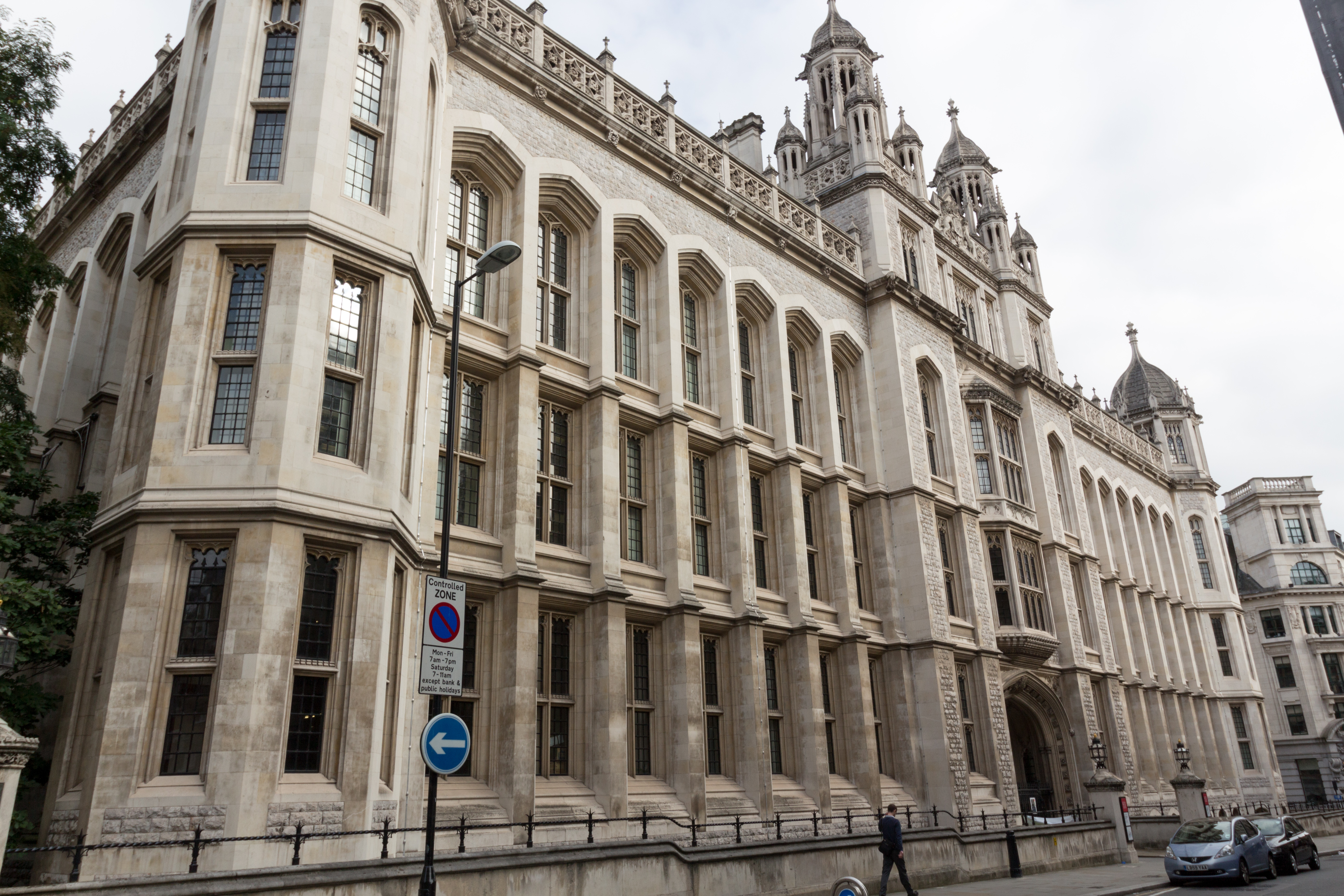
La Maughan Library de King's College de Londres.

Le « Golden Triangle » (le triangle d'or en français) est un groupe officieux rassemblant les six universités britanniques les plus élitaires, situées dans les villes de Cambridge, Londres et Oxford qui en constituent les points cardinaux géographiques. Ce groupe inclut :
- l'Université de Cambridge ;
- l'Imperial College de Londres (ICL) ;
- le King's College de Londres (KCL) ;
- la London School of Economics and Political Science (LSE) ;
- l'Université d'Oxford ;
- l'University College de Londres (UCL).

Les angles du triangle sont formés par l'Université de Cambridge, l'Université d'Oxford et, au sud-est, par la ville de Londres (avec l'Imperial College London, l'University College de Londres ainsi que le King's College de Londres et la London School of Economics and Political Science).  Les membres du triangle ont parmi les revenus de recherche les plus élevés de toutes les universités britanniques et collaborent étroitement avec le G5 (universités), le Global Medical Excellence Cluster,, MedCity, et SES. Le terme, initialement inventé pour décrire un groupe d'universités avec un revenu important de recherche, est maintenant aussi utilisé comme raccourci pour la perception du prestige et la réputation de ses membres.

## Membres
Les universités du triangle d'or possèdent certaines des plus grandes dotations financières universitaires au Royaume-Uni, ce qui permet aux universités de disposer de ressources suffisantes pour offrir leurs programmes universitaires ainsi que des initiatives de recherche. En 2014, l'Université de Cambridge avait une dotation de 5,89 milliards de £. En outre, chaque université reçoit des millions de livres en financement de recherche et d'autres subventions du gouvernement du Royaume-Uni, un détail qui n'est pas négligé par d'autres universités de premier plan.
| Institution                   | Arms | Emplacement               | Nombres d'étudiants en premier cycle | Nombres d'étudiants aux cycles supérieurs | Nombres d'étudiants totaux | Dotation en 2015                     | Personnel académique | Slogan |
| ----------------------------- | ---- | ------------------------- | ------------------------------------ | ----------------------------------------- | -------------------------- | ------------------------------------ | -------------------- | --- |
| Université de Cambridge       |      | Cambridge, Cambridgeshire | 12 230 (2014-2015)                   | 7 285 (2014-2015)                         | 19 515 (2014-2015)         | 5,9 milliards de £ (collèges inclus) | 6 645 (2014-2015)    | Hinc lucem et pocula sacra (De ce lieu, nous gagnons l'illumination et la connaissance précieuse)             |
| Imperial College London       |      | Londres, Grand Londres    | 9 015 (2014-2015)                    | 7 595 (2014-2015)                         | 16 610 (2014-2015)         | 113,6 millions de £                  | 3 692 (2014-2015)    | Scientia imperii decus et tutamen (La connaissance est l'ornement et la protection de l'Empire)               |
| King's College de Londres     |      | Londres, Grand Londres    | 17 610 (2014-2015)                   | 11 120 (2014-2015)                        | 28 730 (2014-2015)         | 179,4 millions de £                  | 4 520 (2014-2015)    | Sancte et Sapienter (Avec Sainteté et Sagesse)                                                                |
| London School of Economics    |      | Londres, Grand Londres    | 4 415 (2014-2015)                    | 6 185 (2014-2015)                         | 10 600 (2014-2015)         | 112,9 millions de £                  | 1 303 (2014-2015)    | Rerum cognoscere causas (Connaître les causes des choses)                                                     |
| University College de Londres |      | Londres, Grand Londres    | 16 830 (2014-2015)                   | 18 785 (2014-2015)                        | 35 615 (2014-2015)         | 103,6 millions de £                  | 7 070 (2014-2015)    | Cuncti adsint meritaeque expectent praemia palmae (Que tous qui méritent la plus grande récompense viennent.) |
| Université d'Oxford           |      | Oxford, Oxfordshire       | 11 703 (2014-2015)                   | 10 173 (2014-2015)                        | 22 348 (2014-2015)         | 4.8 milliards de £ (collèges inclus) | 3 700 (2014-2015)    | Dominus Illuminatio Mea (Le Seigneur est ma Lumière)                                                          |

## Classements

### International
| Université                 | THE World (2017/18) | QS World (2017/18), | US News Global (2017/2018), | THE Global Employability (2017/2018), | Reuters Innovation Ranking (2017/2018) |
| -------------------------- | ------------------- | ------------------- | --------------------------- | ------------------------------------- | -------------------------------------- |
| Université de Cambridge    | 2                   | 5                   | 7                           | 5                                     | 26                                     |
| Imperial College London    | 8                   | 8                   | 17                          | 17                                    | 15                                     |
| King's College London      | 36                  | 23                  | 41                          | 25                                    | Hors-classement                        |
| London School of Economics | 25                  | 35                  | 244                         | 46                                    | Hors-classement                        |
| Université d'Oxford        | 1                   | 6                   | 5                           | 15                                    | 31                                     |
| University College London  | 16                  | 7                   | 22                          | 49                                    | 67                                     |

### National (Royaume-Uni)
| Université                 | THE Table of Tables (2021) | Complete (2018) | THE UK Employability (2018) | Guardian (2018) | The Times (2017) |
| -------------------------- | -------------------------- | --------------- | --------------------------- | --------------- | ---------------- |
| Université de Cambridge    | 1                          | 1               | 1                           | 1               | 1                |
| Imperial College London    | 5                          | 5               | 3                           | 6=              | 5                |
| King's College London      | 20                         | 21              | 4                           | 39              | 29               |
| London School of Economics | 4                          | 4               | 6                           | 15              | 8                |
| Université d'Oxford        | 2                          | 2               | 2                           | 2               | 2                |
| University College London  | 10                         | 7               | 7                           | 10=             | 6                |

## Revenus pour la recherche
| Rang | Université                    | Revenus de recherche (k£) |
| 1    | Université d'Oxford           | 522 900                   |
| 2    | Imperial College London       | 427 700                   |
| 3    | University College de Londres | 427 500                   |
| 4    | Université de Cambridge       | 397 000                   |
| 7    | King's College de Londres     | 210 800                   |
| 43   | London School of Economics    | 27 100                    |

## Galerie

Université de Cambridge
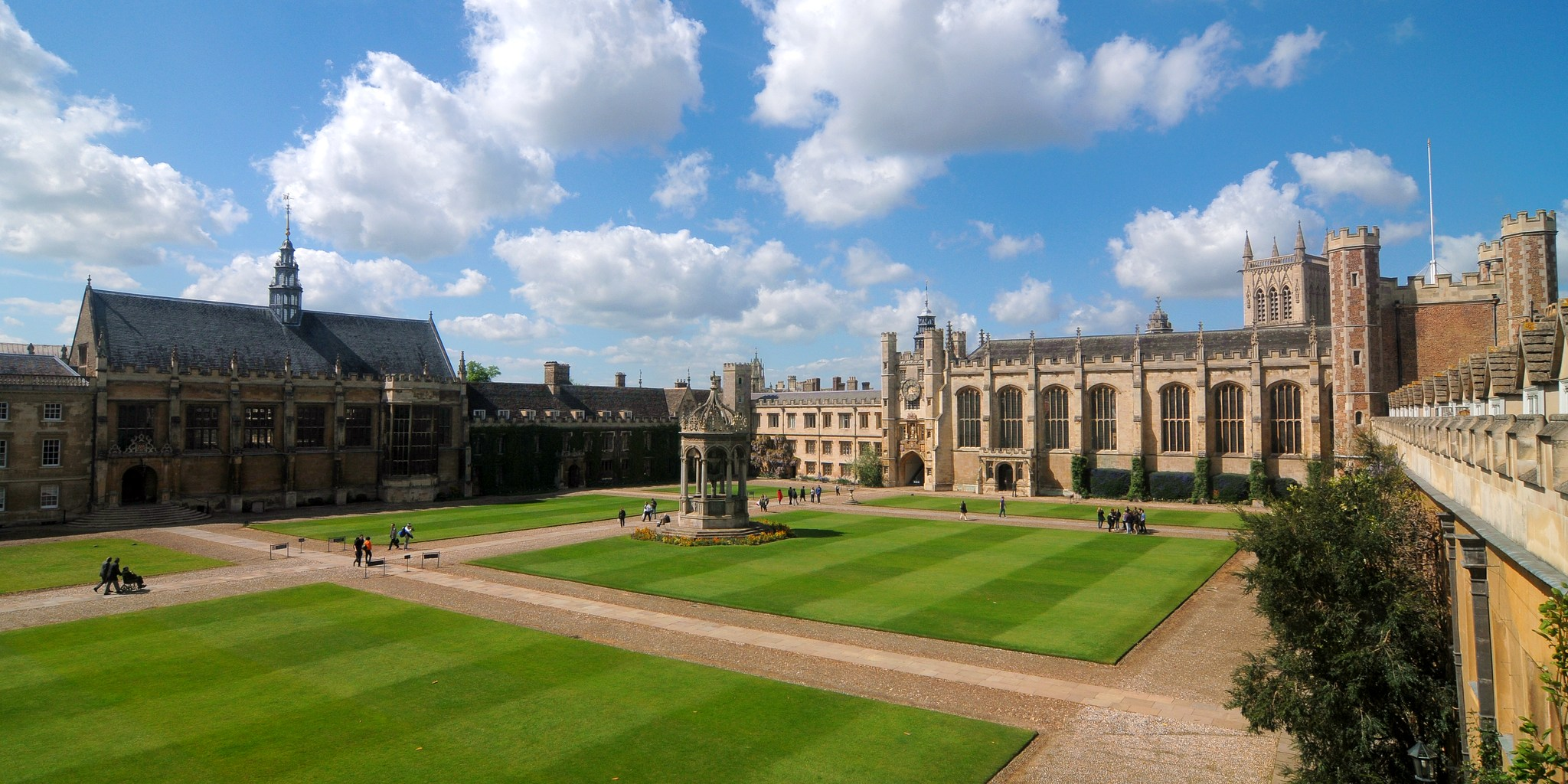
Cour principale du Trinity College
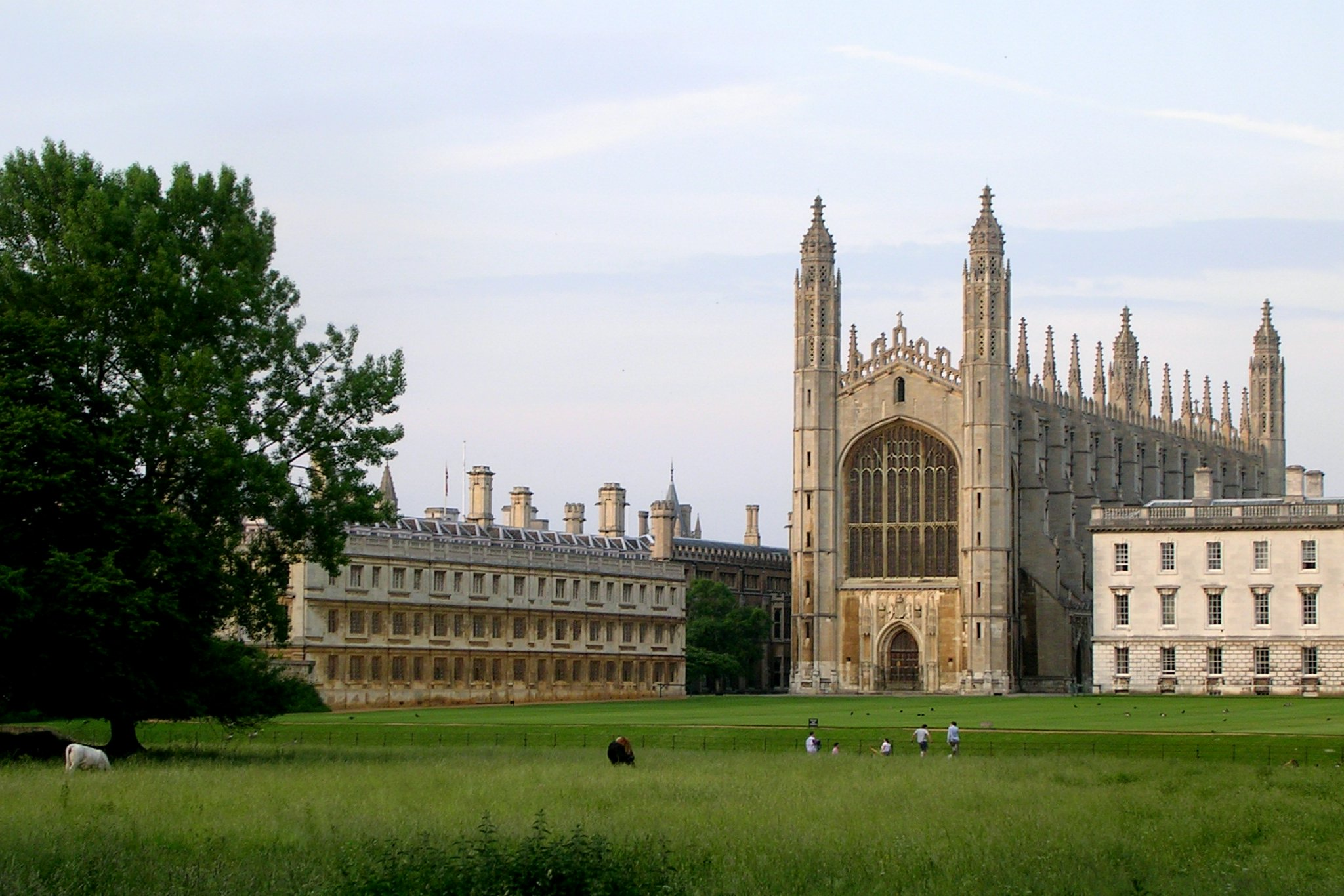
Chapelle du King's College
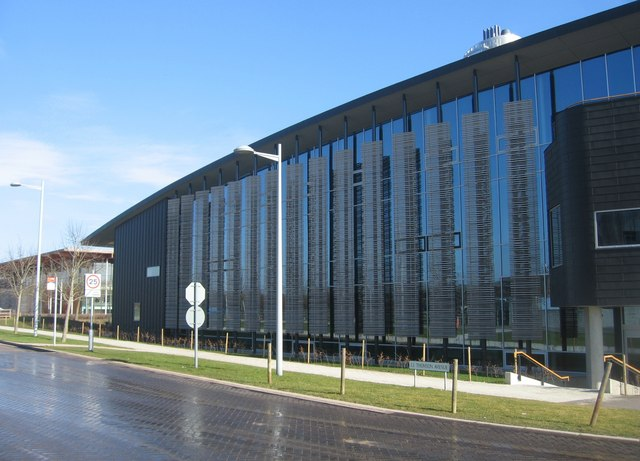
Nouveau laboratoire Cavendish

Imperial College London
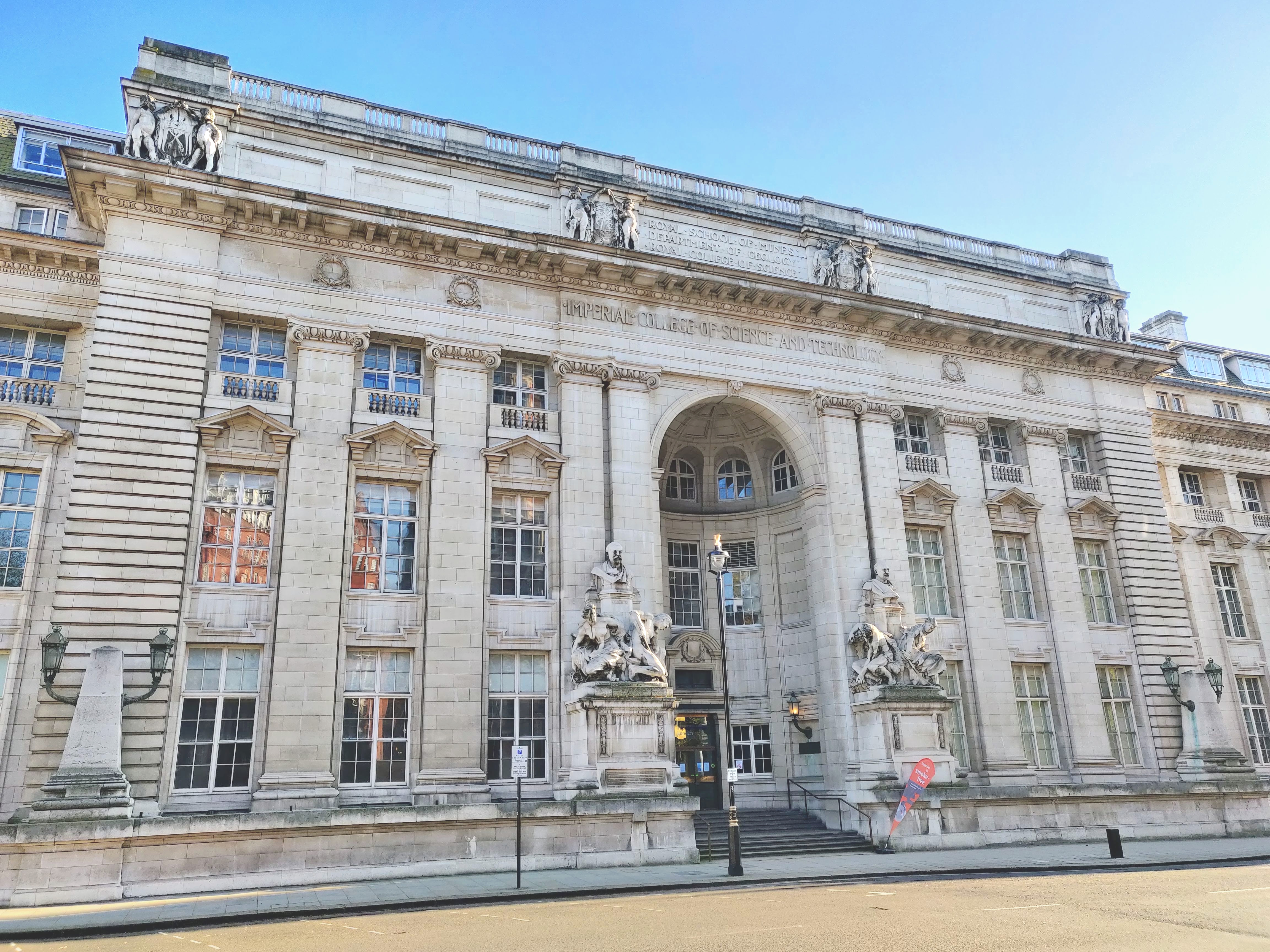
Royal School of Mines (école de géologie)
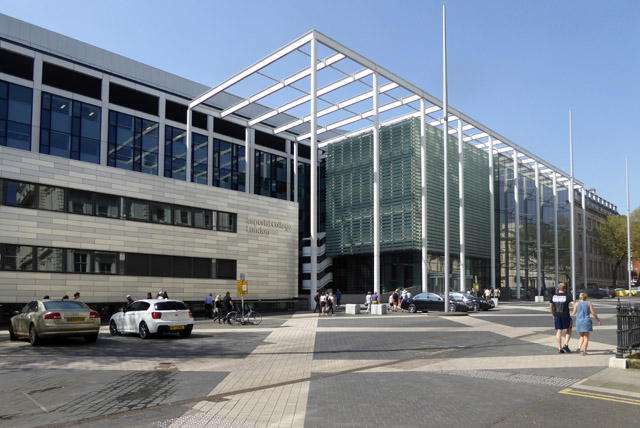
Bâtiment principal sur Exhibition Road
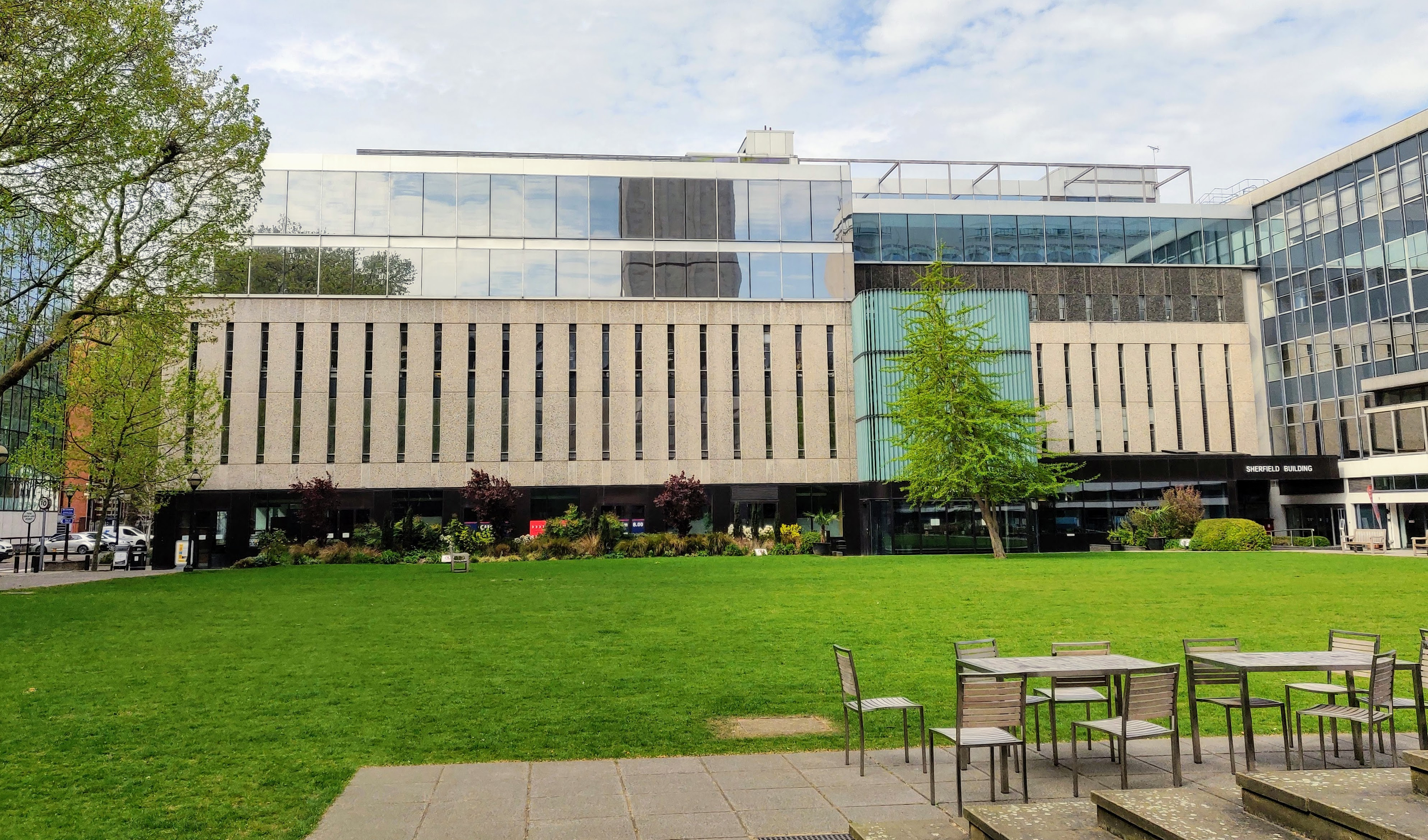
Bibliothèque centrale sur Queen's Lawn

King's College London
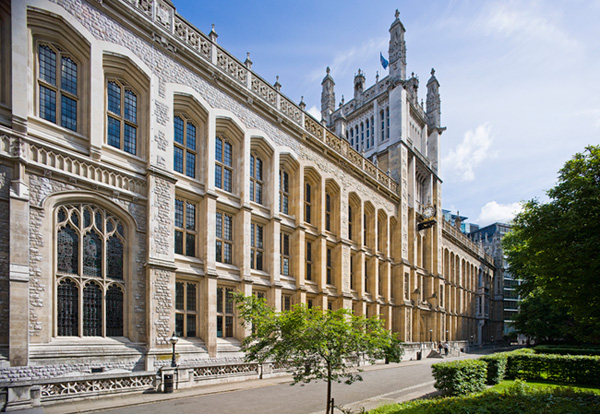
La Maughan Library, la bibliothèque principale
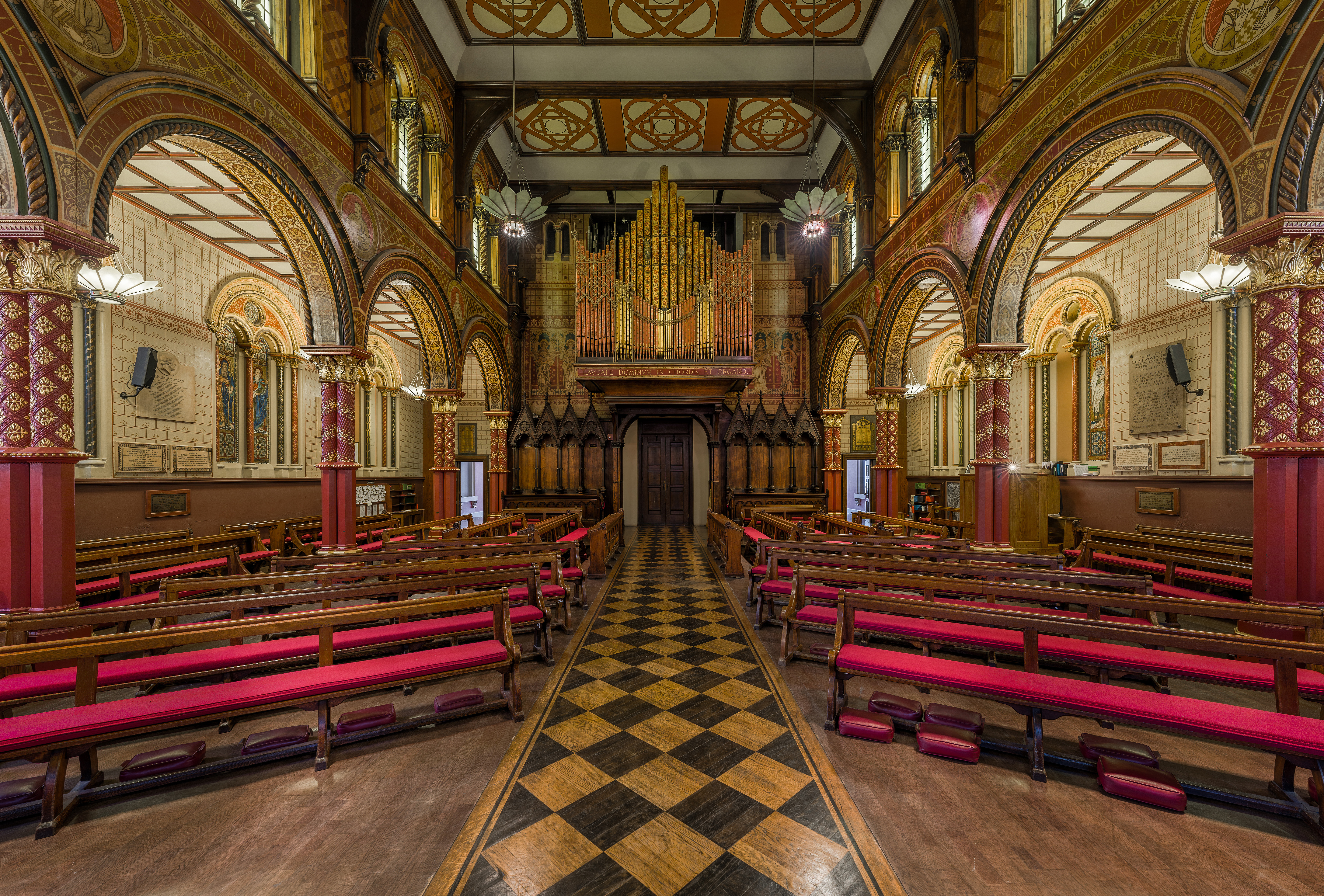
La Chapelle au sein du Strand Campus
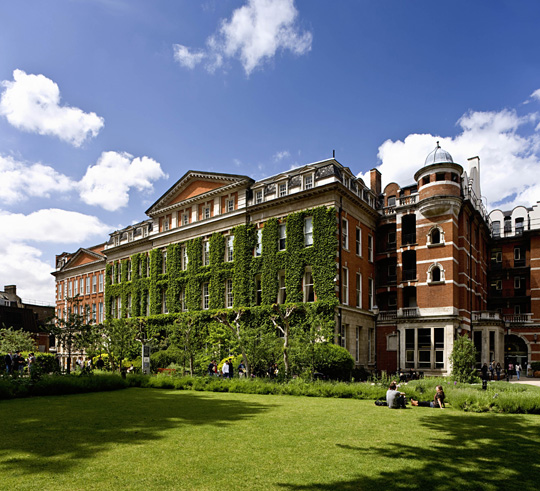
Guy's Campus

London School of Economics
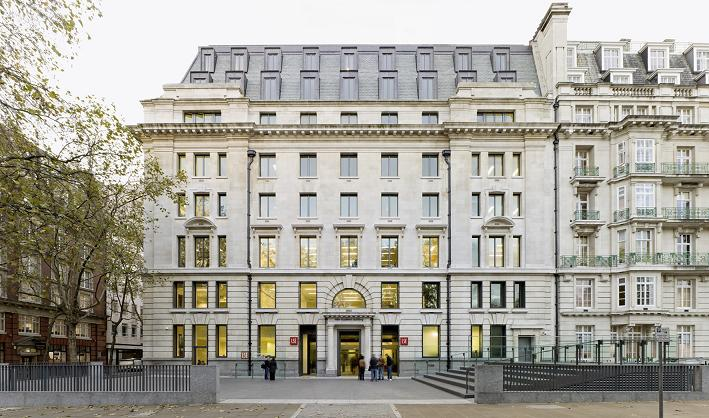
Le New Academic Building
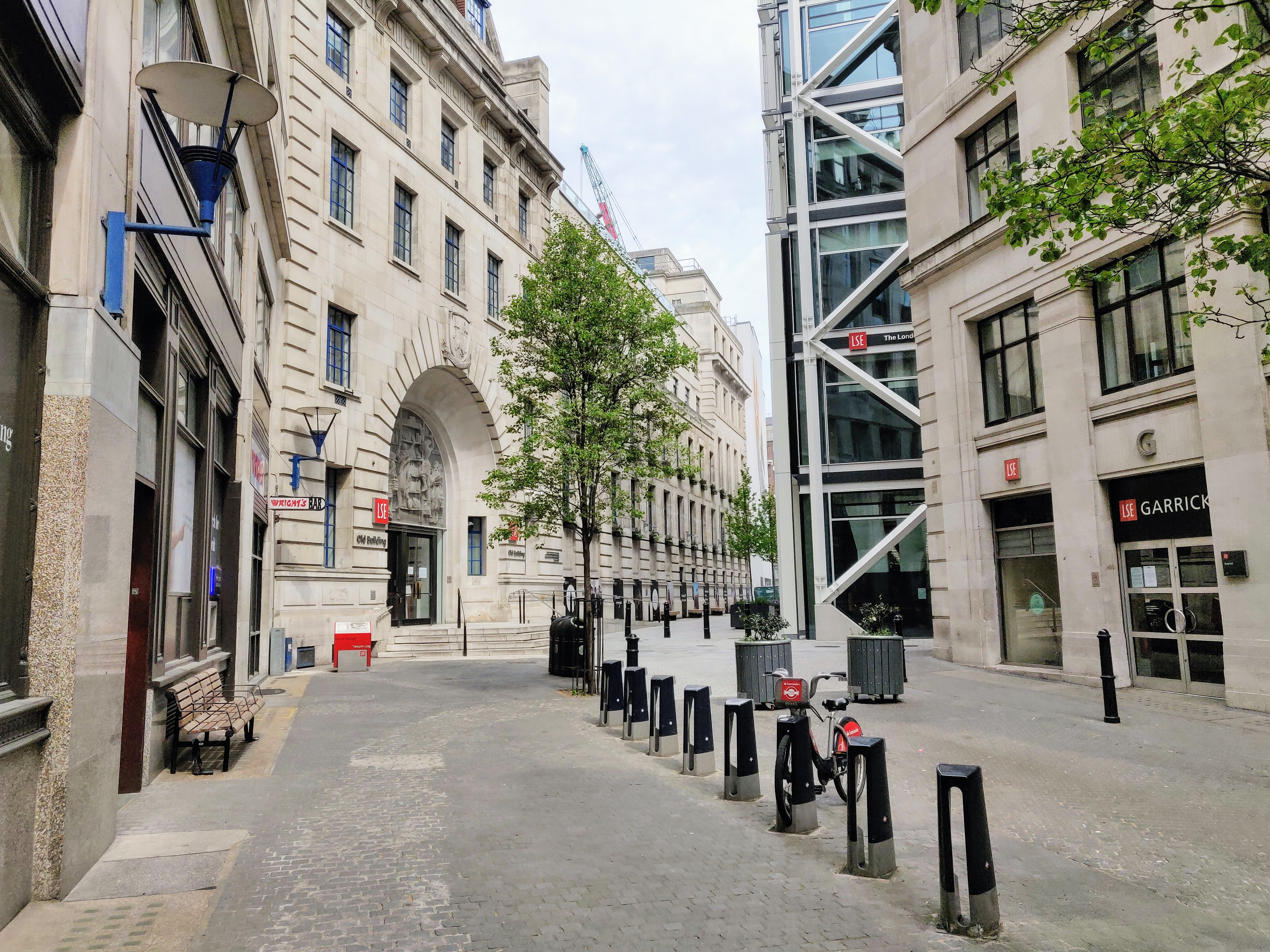
L'Ancien bâtiment sur la rue Houghton
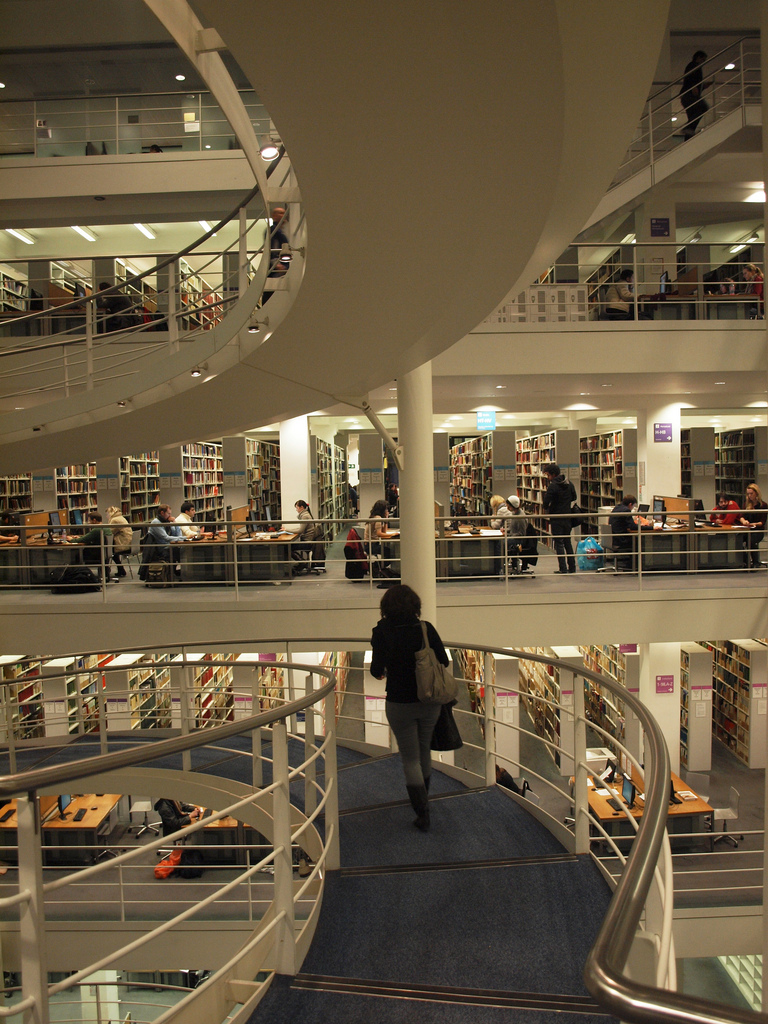
La bibliothèque britannique des sciences politiques et économiques

University College London
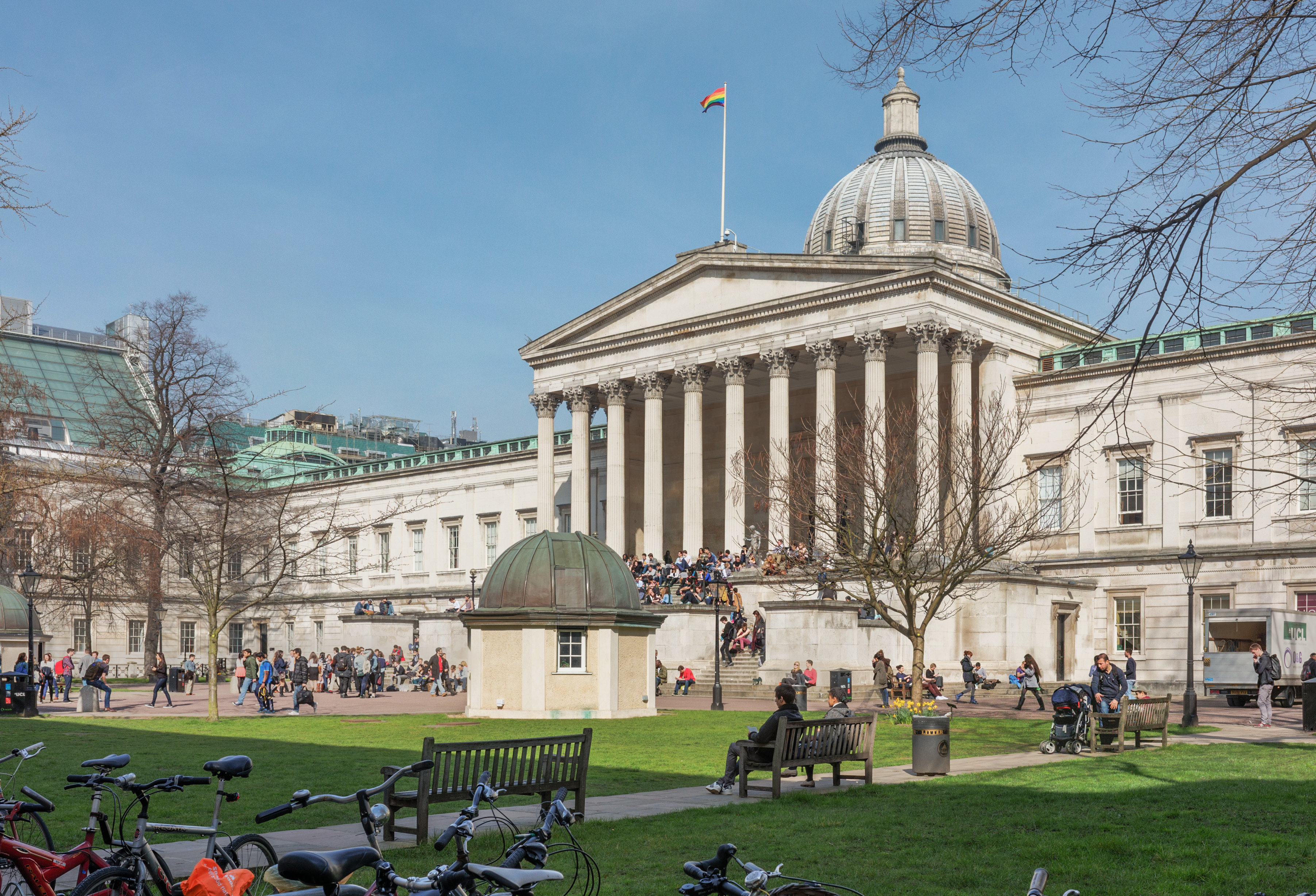
Wilkins Building (entrée principale)
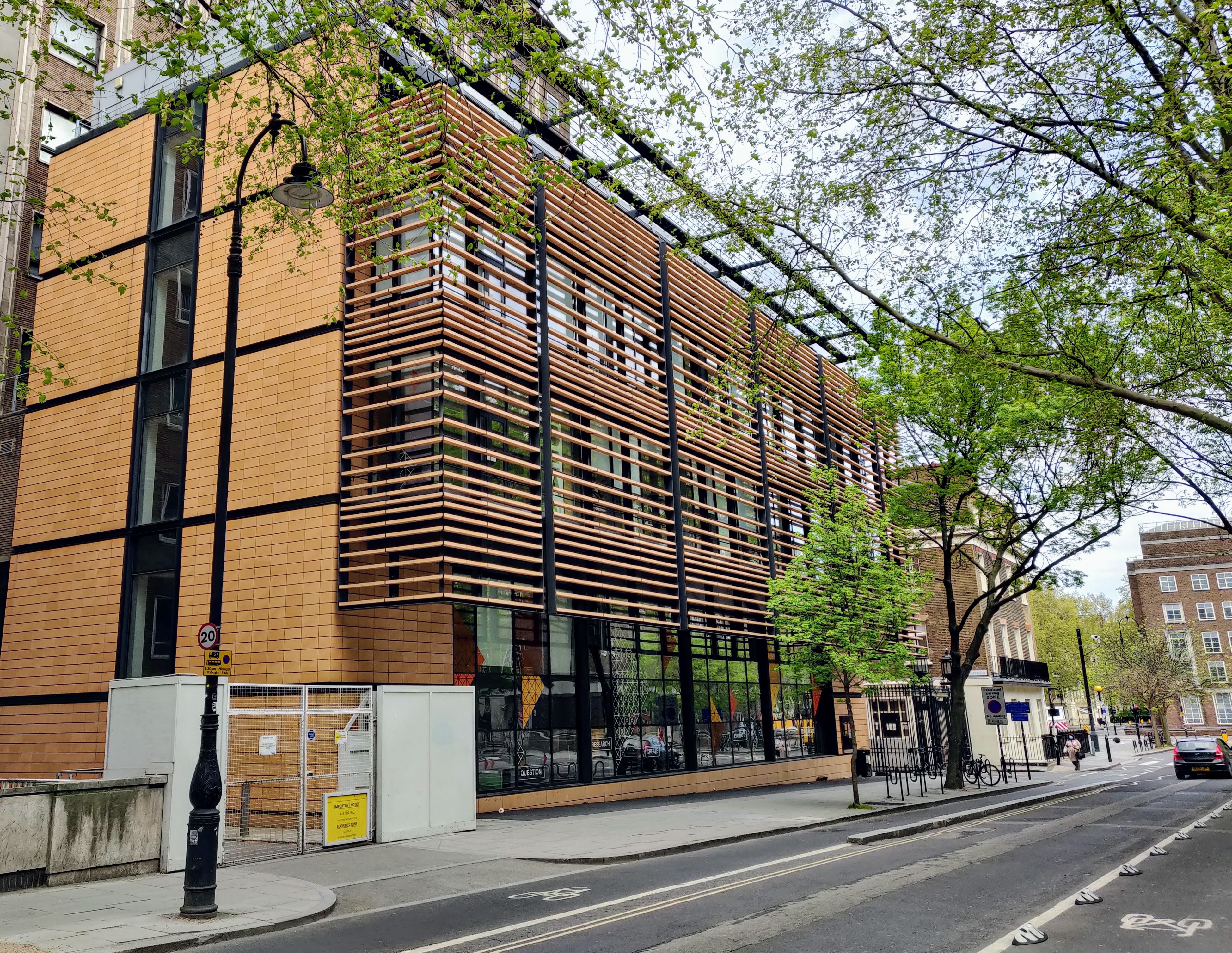
Bâtiment de la faculté d'ingénieurs
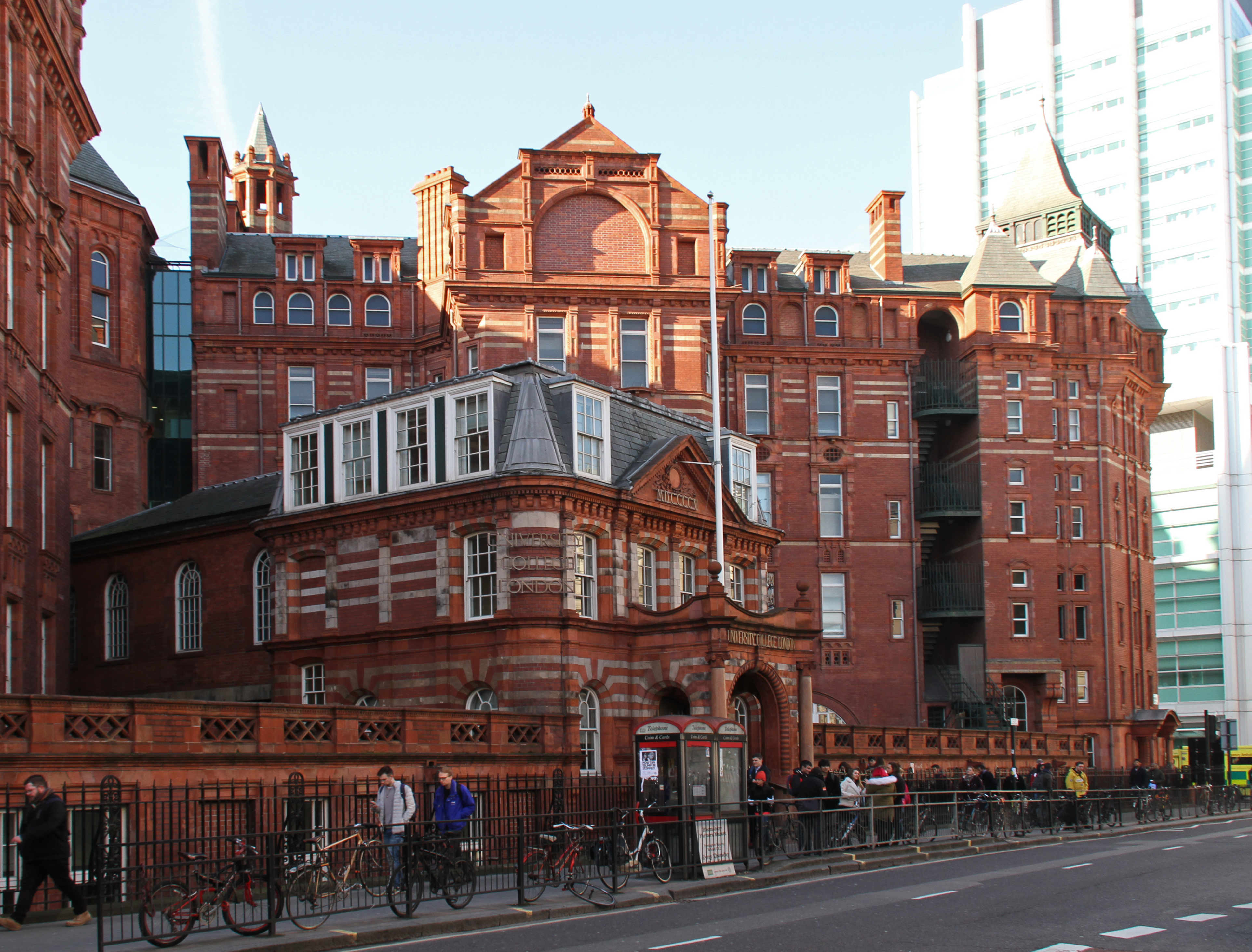
Cruciform Building

Université d'Oxford
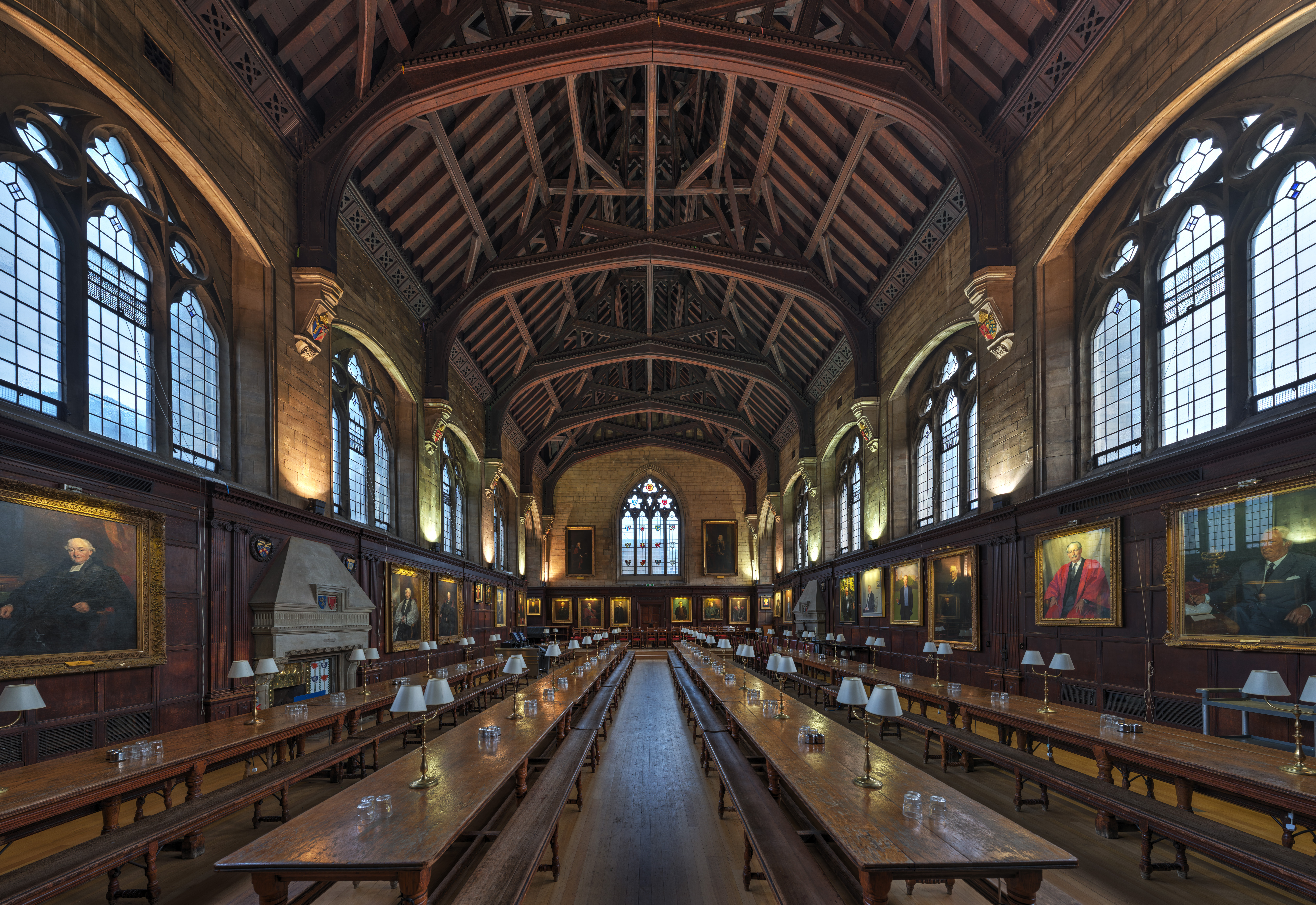
Dinner hall du Balliol College
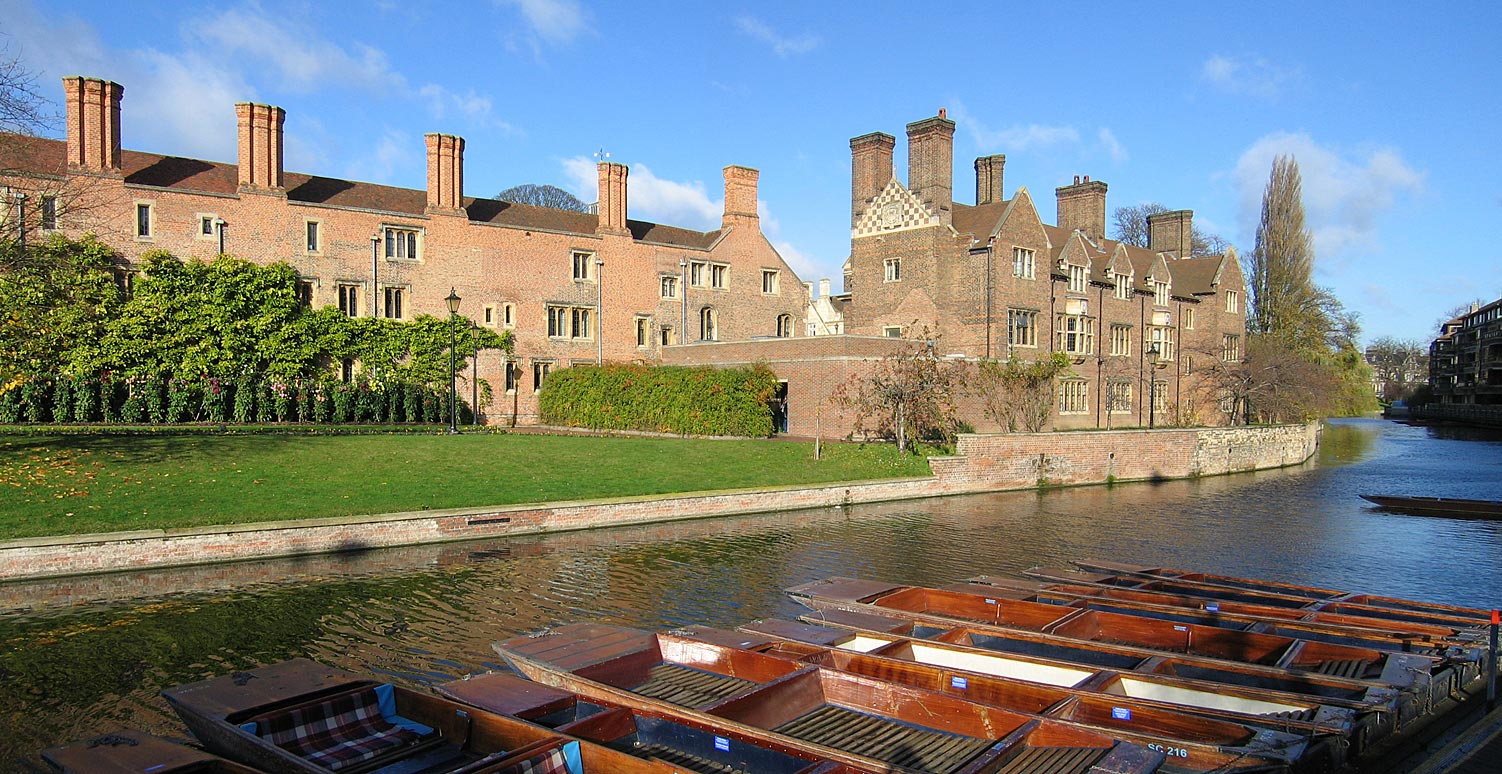
Magdalene College
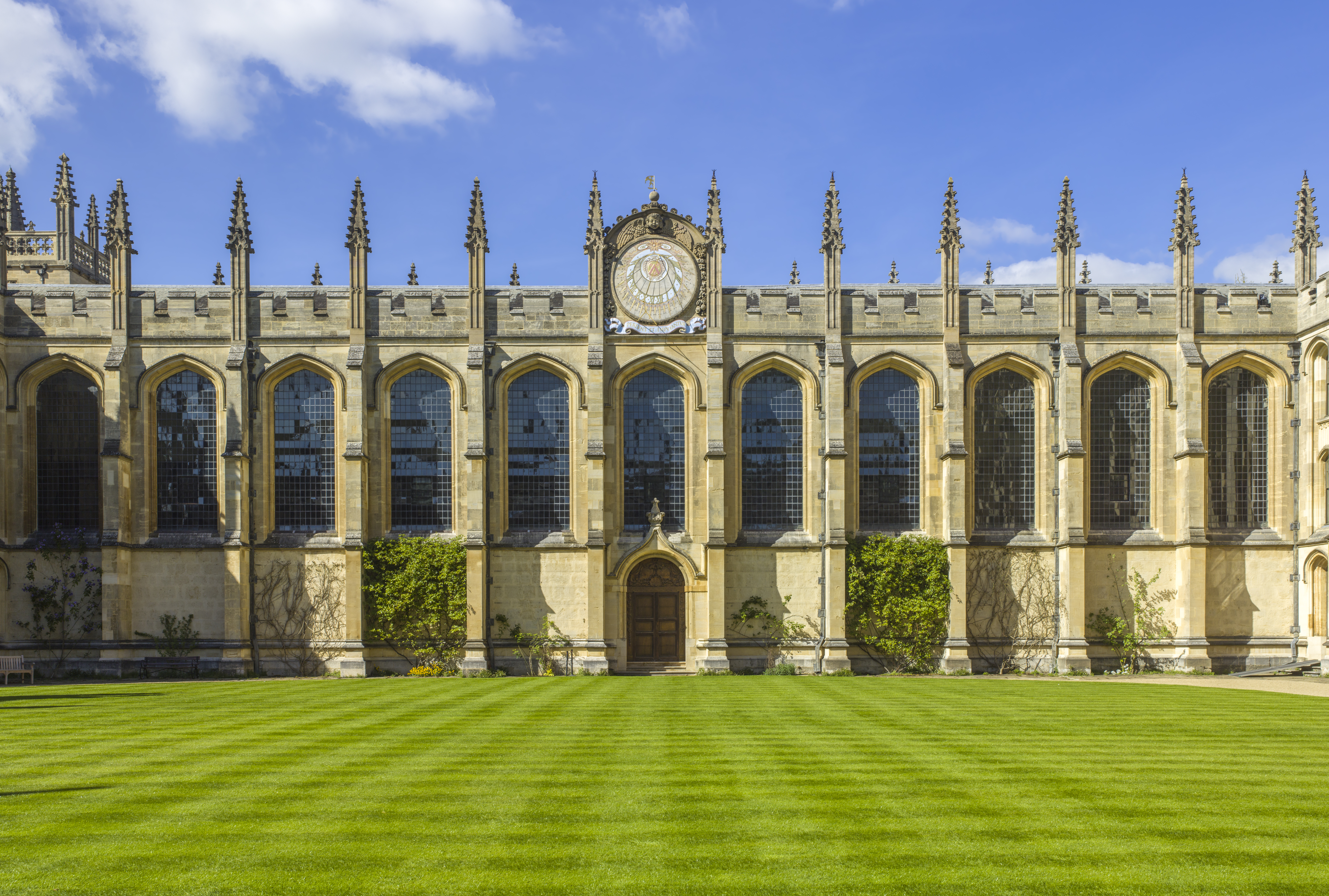
All Souls College